# Flora Devantine

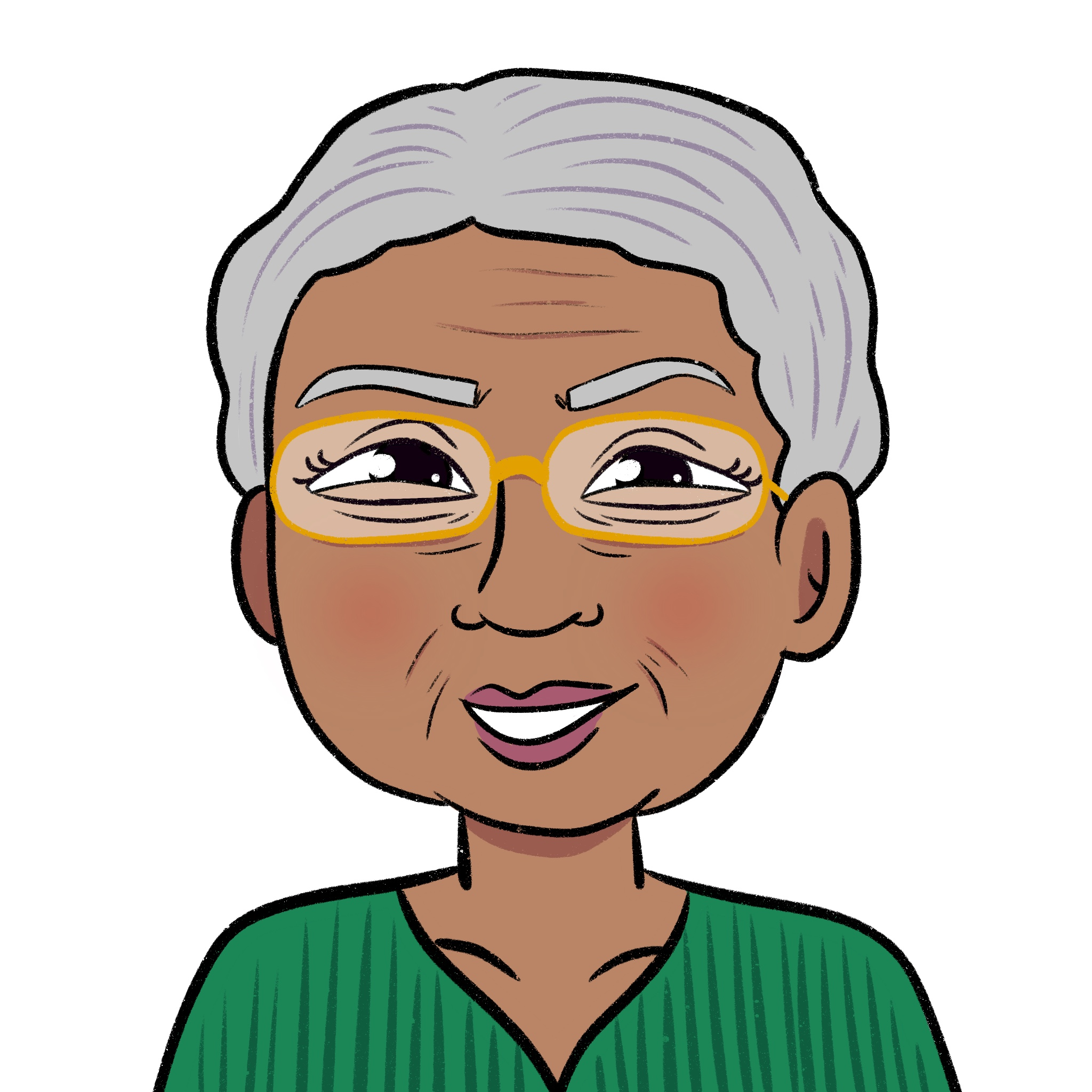
Flora Aurima-Devatine

Flora Aurima-Devatine (sinh ngày 15 tháng 10 năm 1942) là một nhà văn và nhà giáo dục người Tahiti. Cô xuất bản dưới tên kết hôn của mình là Flora Devatine.
Cô được sinh ra là Flora Aurima tại Pari trên bán đảo Tautira và được giáo dục tại Lycée Paul Gauguin, tiếp tục học tại Pháp, nơi cô nhận bằng tú tài và theo đuổi việc học bằng tiếng Tây Ban Nha. Cô đã dạy tiếng Tây Ban Nha tại Lycée Collège Pomare IV từ năm 1968 đến 1997 và dạy các môn học bao gồm thơ Polynesia tại Đại học Polynésie thuộc Pháp từ 1987 đến 1995. Từ năm 1979 đến năm 1984, bà là Ủy viên Nhà nước về các vấn đề của phụ nữ (Déléguée d'État à la condition Féminine). Từ 2002 đến 2006, cô làm giám đốc cho tạp chí văn hóa Littérama'ohi, Ramées de Littérature Polynésienne; cô là trưởng ban biên tập cho tạp chí cho đến năm 2010 
Aurima-Devatine viết thơ truyền thống bằng ngôn ngữ Tahiti và thơ tự do bằng tiếng Pháp. Cô đã từng là thành viên của Te Fare Vānaʻa, học viện Tahiti, kể từ khi nó được thành lập vào năm 1972.
Tuyển tập thơ 2016 của cô Au Vent de la piroguière - Tifaifai đã nhận giải Prix Heredia bởi Académie française vào năm 2016. Sau đó, cô được bổ nhiệm làm giám đốc của Te Fare Vānaʻa.

## Tác phẩm được chọn[1]
- Vaitiare, Humeurs (1980)
- Tergiversations et rêveries de l'écratio orale: Te Pahu a Hono'ura. Papeete (1998)